# فسیا (پایگاه داده)
فسیا (به انگلیسی: FASCIA) یک پایگاه داده بسیار بزرگ آژانس امنیت ملی ایالات متحده آمریکا است. در این پایگاه داده، موقعیت مکانی تریلیون‌ها دستگاه که از منابع گوناگون به دست‌آمده نگهداری می‌شود. وجود این پایگاه داده در سال ۲۰۱۳ (میلادی) در اسناد افشا شده بدست ادوارد اسنودن آشکار شد.

## هدف نظارت
پایگاه داده فسیا داده‌های اطلاعاتی گوناگونی را نگه می‌دارد که شامل هویت منطقه مکانی، شناسنده سلول جی‌اس‌ام، زیرسامانه سوئیچینگ شبکه، شناسه جهانی تجهیزات موبایل، و MSISDN می‌شود.
پایگاه داده فسیا در یک دوره تقریبا هفت ماهه، بیش از ۲۷ ترابایت داده مکانی گردآوری کرده بود.

## نگارخانه
- هر روز موقعیت مکانی ۵ بیلیون دستگاه در پایگاه داده فسیا ثبت می‌شود.